# Papiro 38
Papiro 38 (de acordo com a numeração Gregory-Aland), representado como {\displaystyle {\mathfrak {P}}}38, é uma antiga cópia do Novo Testamento em grego. Consiste em um papiro manuscrito de Atos dos Apóstolos, e contém Atos 18:27 a 19:6 e Atos 19:12-16. O manuscrito foi paleograficamente associado ao começo do século III.
O texto grego deste códice é uma representação do texto-tipo Ocidental. Aland o intitulou como Texto livre e o posicionou na Categoria IV. O texto do manuscrito se relaciona com o Códice de Beza.
O papiro está atualmente conservado na Universidade de Michigan, em Ann Arbor.